# Capitolio del Estado de Carolina del Norte
El Capitolio del Estado de Carolina del Norte (en inglés: North Carolina State Capitol) es la antigua sede de la legislatura del estado estadounidense de Carolina del Norte, que albergó a todo el gobierno del estado hasta 1888. La Corte Suprema y la Biblioteca Estatal se mudaron a un edificio separado en 1888, y la Asamblea General se mudó al Edificio Legislativo del Estado de Carolina del Norte en 1963. Hoy, el gobernador y su personal inmediato ocupan oficinas en el primer piso del Capitolio.

## Historia
El edificio fue construido tras el incendio devastador de la primera Casa del Estado de Carolina del Norte en 1831, y hoy alberga las oficinas del Gobernador de Carolina del Norte. Está ubicado en la capital del estado, Raleigh, en Union Square en One East Edenton Street. La piedra angular del edificio de estilo neogriego fue colocada con honores masónicos por el Gran Maestro de los Masones de Carolina del Norte, Simmons Jones Baker, el 4 de julio de 1833. La construcción se completó en 1840.
Fue diseñado principalmente por el estudio de arquitectura de Ithiel Town y Alexander Jackson Davis. A menudo atribuido únicamente a ese equipo, el diseño del capitolio fue en realidad el resultado de una secuencia de trabajo de William Nichols, Sr. y su hijo William Nichols, Jr., de Town y Davis, y luego de David Paton. El Capitolio albergó a todo el gobierno estatal hasta 1888, y la Asamblea General de Carolina del Norte se reunió en el edificio del capitolio hasta 1961. 
La legislatura se trasladó a su ubicación actual en el State Legislative Building en 1963. La Corte Suprema de Carolina del Norte también se ha reunido en el edificio en el pasado, la última vez que se reunió en la cámara del senado del capitolio en 2005, mientras que el edificio de la Corte Suprema se estaba renovando. El gobernador y el personal inmediato del gobernador ha seguido ocupando oficinas en el edificio.
El Capitolio ha sufrido pocos cambios desde 1840. Solo tres salas se han alterado significativamente mediante remodelaciones: las dos de comité en las alas este y oeste del segundo piso, que se dividieron horizontalmente para proporcionar espacio para los baños, y la oficina en el ala este del primer piso, parte de la cual tuvo que ser cortado para permitir espacio para la instalación de un ascensor en 1951. El Capitolio fue declarado Monumento Histórico Nacional en 1973 y el edificio está ubicado en el Distrito Histórico del Área del Capitolio.
La primera asamblea que se reunió en este edificio fue la 63a Asamblea General de Carolina del Norte de 1840-1841 el 16 de noviembre de 1840. La última asamblea que se reunió en este edificio fue la 124ª Asamblea General de Carolina del Norte de 1961, que se reunió del 8 de febrero al 22 de junio de 1961.
Tras los disturbios raciales en Estados Unidos de 2020 y 2021 el gobernador Roy Cooper ordenó la remoción de la estatua confederada más grande en los terrenos del Capitolio.

## Edificios de la legislatura de Carolina del Norte
La Asamblea General de Carolina del Norte puede haberse reunido inicialmente en el Palacio de Tryon después de haber sido desocupada por los británicos en 1776. La asamblea se reunió en varios lugares hasta que se completó un edificio dedicado para el uso del gobierno estatal en 1794 en Raleigh. Este edificio fue destruido por un incendio en 1831. El Capitolio del Estado de Carolina del Norte fue la sede de la asamblea desde 1840 hasta 1961.
| Imagen | Nombre                                                | Primera ocupación (n.º Asamblea) | Última ocupación (n.º Asamblea) |
| ------ | ----------------------------------------------------- | -------------------------------- | ------------------------------- |
|        | Palacio de Tryon                                      | 1777 (1.º)                       | 1777                            |
|        | Casa del Estado de Carolina del Norte                 | 1794 (19.º)                      | 1810 (35.°)                     |
|        | Casa estatal renovada de Carolina del Norte           | 1811 (36.º)                      | 1831 (55.°)                     |
|        | Capitolio del Estado de Carolina del Norte            | 1840 (63.º)                      | 1961 (124.º)                    |
|        | Edificio Legislativo del Estado de Carolina del Norte | 1963 (125.º)                     | En uso                          |

## Galería
En la rotonda hay una estatua de George Washington. La estatua de la rotonda es una réplica de la estatua original del escultor italiano Antonio Canova, destruida por un incendio en 1831. Un busto del 29 gobernador de Carolina del Norte, John Motley Morehead, se encuentra dentro del capitolio. Una estatua de George Washington está en el lado sur. En el lado este hay una estatua de los tres presidentes de Estados Unidos de Carolina del Norte: James Knox Polk del condado de Mecklenburg, Andrew Jackson del condado de Union sentado a caballo y Andrew Johnson del condado de Wake. Los terrenos también incluyen estatuas en honor a las mujeres de la Confederación, veteranas de la Guerra de Secesión y la Guerra de Vietnam.

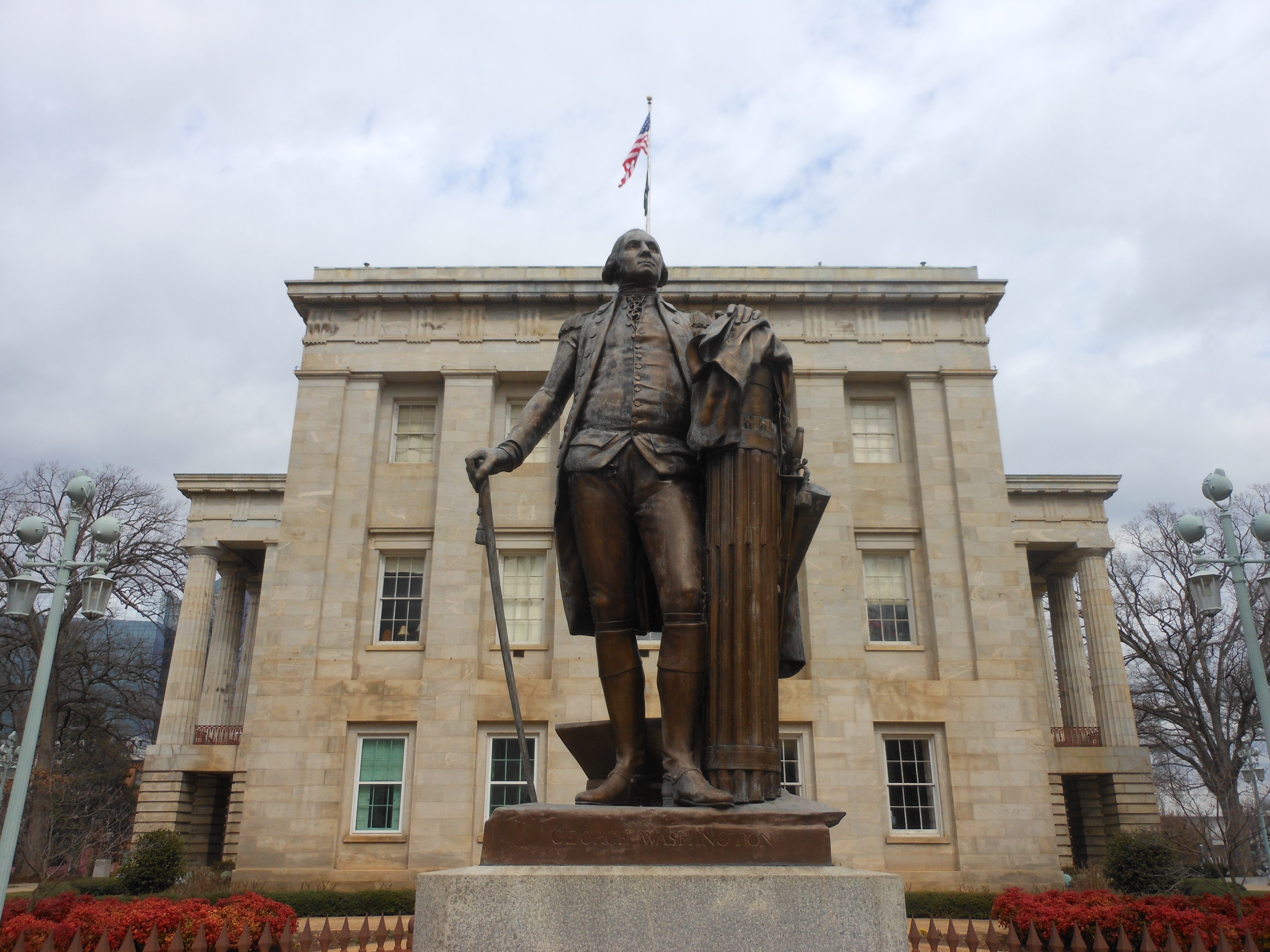
Estatua de George Washington en el Capitolio del Estado de Carolina del Norte
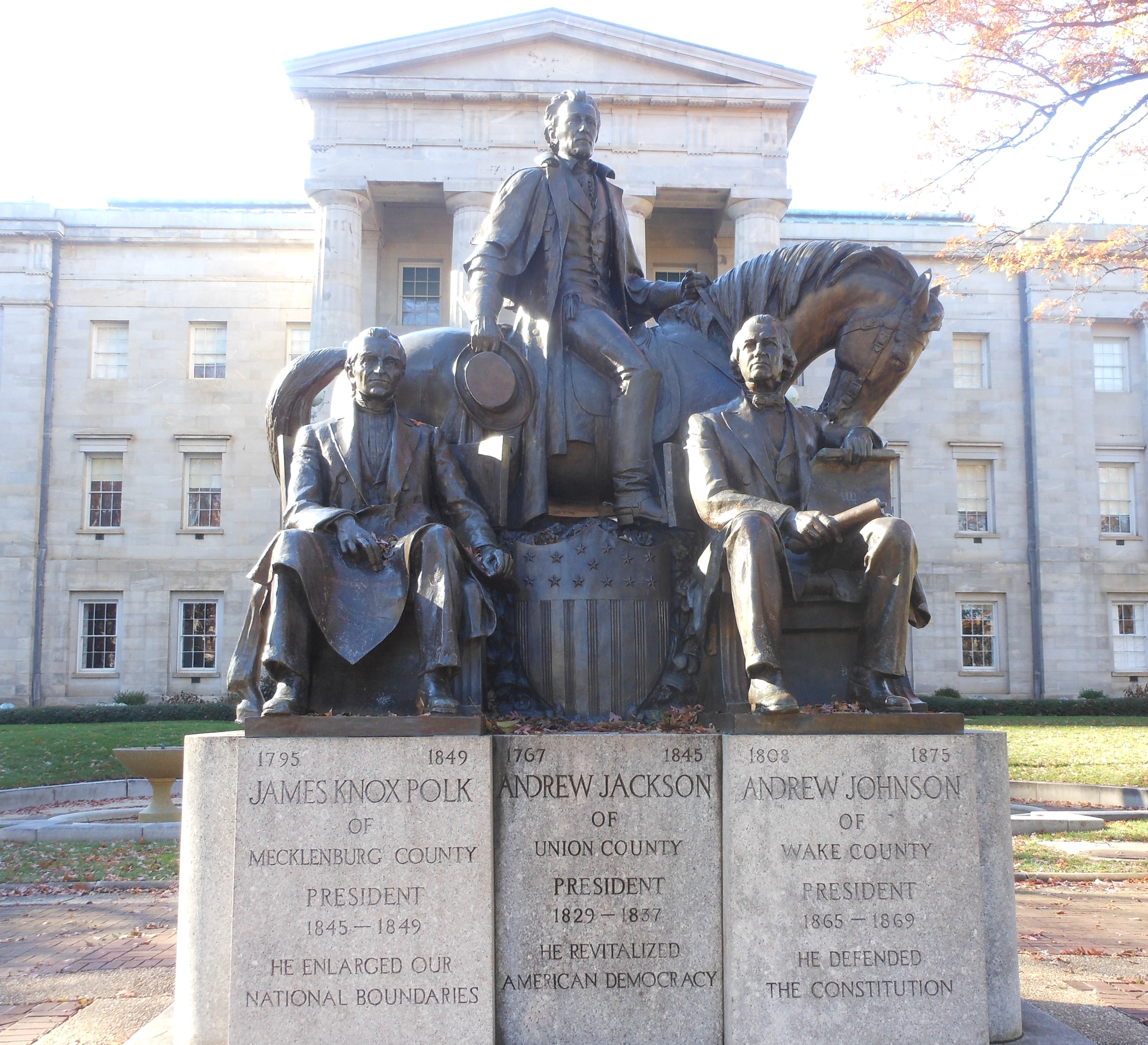
Estatuas de presidentes de Estados Unidos de Carolina del Norte
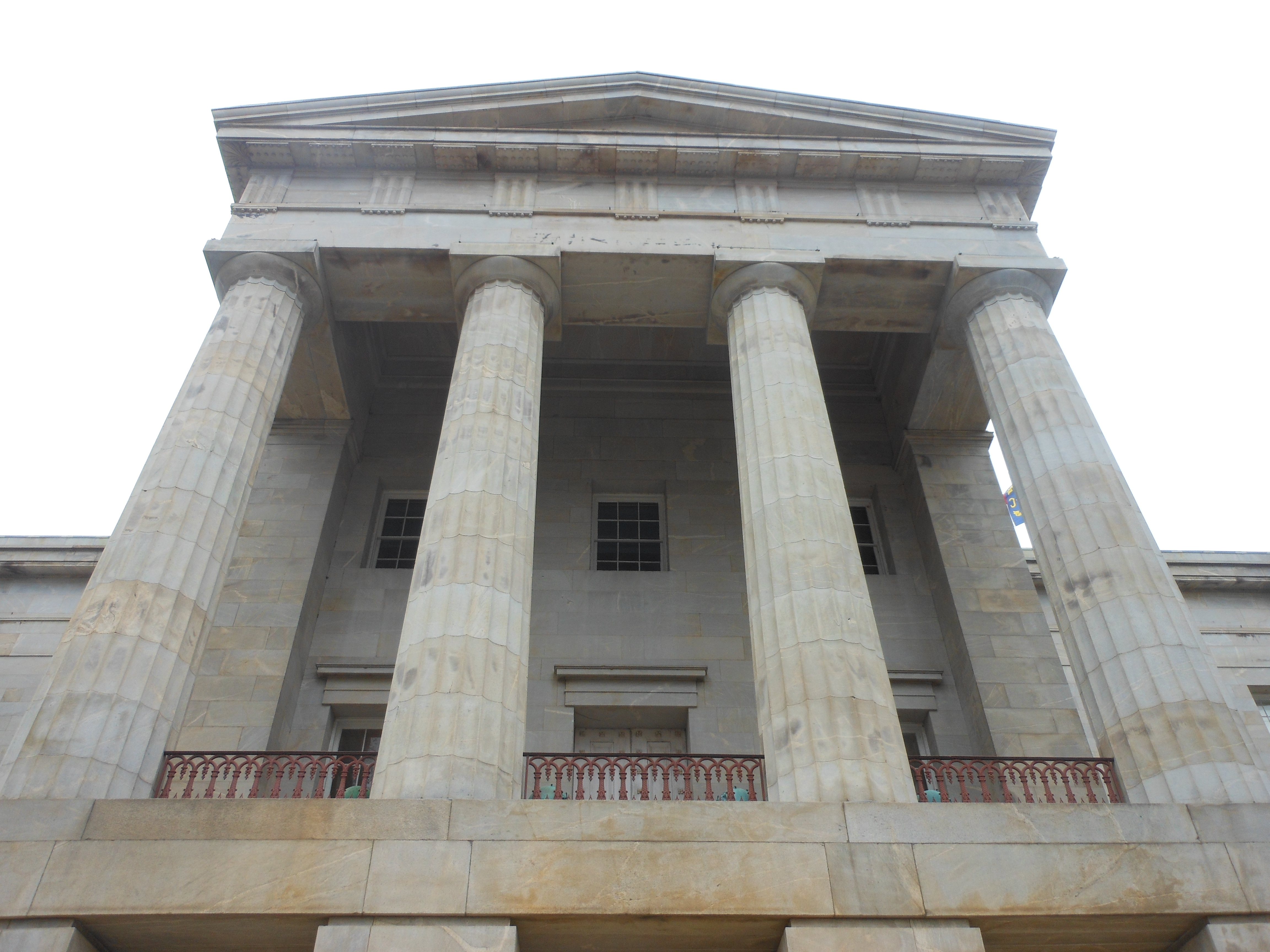
Fachada neogriega Capitolio del Estado de Carolina del Norte
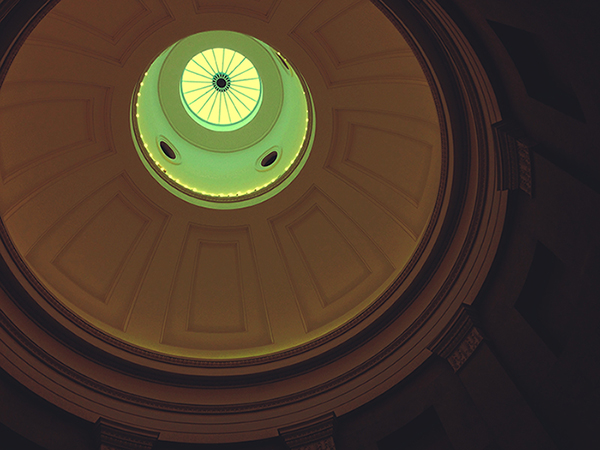
Vista interior de la cúpula.
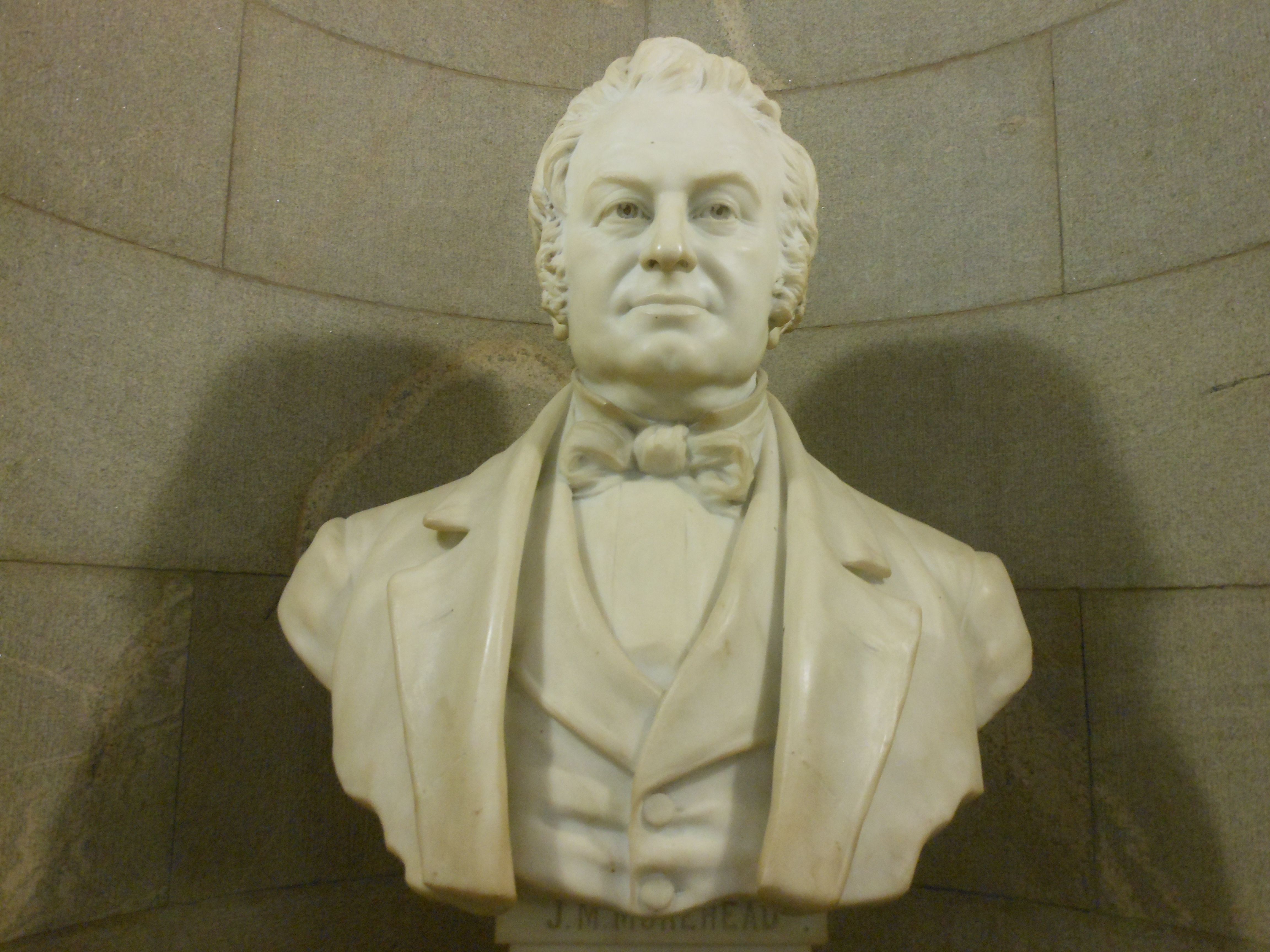
Busto del gobernador de Carolina del Norte, John Motley Morehead
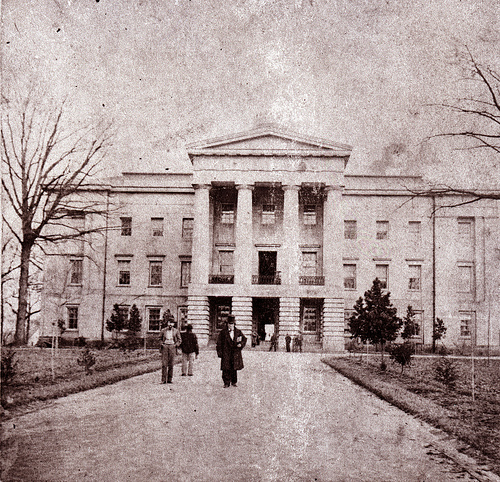
Capitolio del estado de Carolina del Norte en 1861
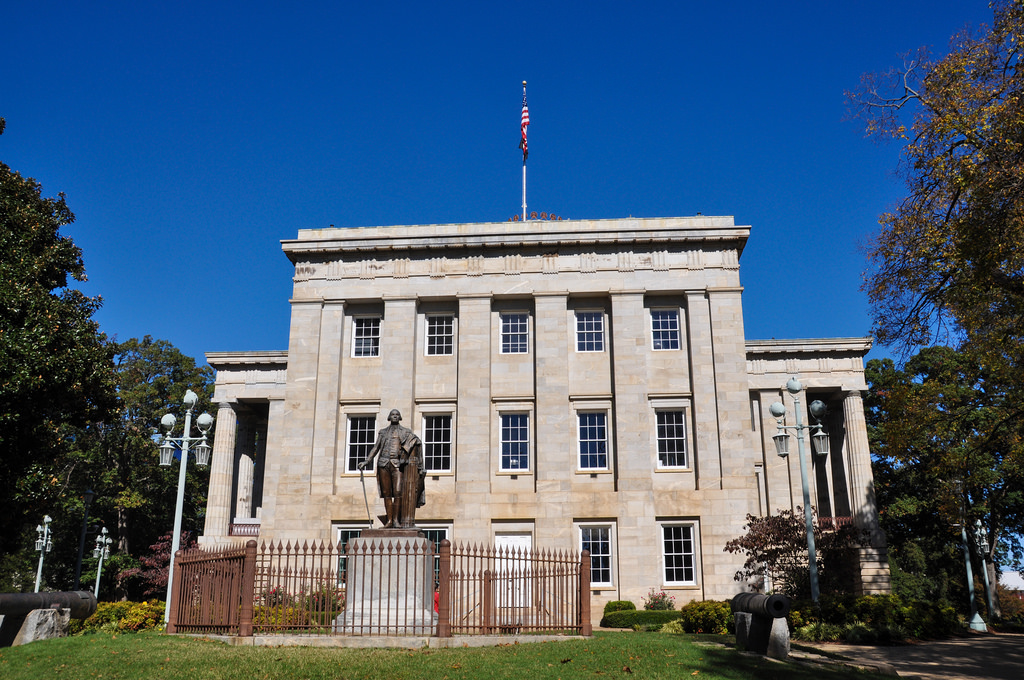
Lado sur del Capitolio del estado, 2016